# Joseph Desaux
 (mai 2025).
Joseph Desaux est un homme politique français né le 27 avril 1761 à Rembercourt-Sommaisne (Meuse) et décédé le 6 novembre 1817 à Bar-le-Duc (Meuse).
Administrateur du département de la Meuse sous la Révolution, il est conseiller de préfecture sous le Consulat puis député de la Meuse de 1809 à 1815.

## Sources
- « Joseph Desaux », dans Adolphe Robert et Gaston Cougny, Dictionnaire des parlementaires français, Edgar Bourloton, 1889-1891 [détail de l’édition]